# Gilgal (Bik'at ha-Jarden)
Gilgal (hebrejsky גִּלְגָּל, podle biblické lokality Gilgál z Knihy Jozue 5,9, do které Izraelité dorazili jako první při putování do Kanaánu v oficiálním přepisu do angličtiny Gilgal) je vesnice typu kibuc a izraelská osada na Západním břehu Jordánu v distriktu Judea a Samaří a v Oblastní radě Bik'at ha-Jarden.

## Geografie
Nachází se v nadmořské výšce 235 metrů pod úrovní moře v jižní části Jordánského údolí, cca 15 kilometrů severně od centra Jericha, cca 32 kilometrů severovýchodně od historického jádra Jeruzalému a cca 65 kilometrů východně od centra Tel Avivu.
Na dopravní síť Západního břehu Jordánu je napojen pomocí silnice číslo 90 (takzvaná Gándhího silnice), hlavní severojižní dopravní osy Jordánského údolí. Leží cca 7 kilometrů od řeky Jordán, která zároveň tvoří mezinárodní hranici mezi Izraelem kontrolovaným Západním břehem Jordánu a Jordánským královstvím.
Vesnice je součástí územně souvislého pásu izraelských zemědělských osad, které se táhnou podél silnice číslo 90. Bezprostředně na jižní straně je to osada Netiv ha-Gdud, na severu Tomer. Tento sídelní pás prakticky neobsahuje palestinské osídlení, pouze na jihu se nachází lidnaté palestinské město Jericho. Na západě se z příkopové propadliny Jordánského údolí zvedá prudký hřbet hornatiny Samařska.

## Dějiny
Gilgal leží na Západním břehu Jordánu, jehož osidlování bylo zahájeno Izraelem po jeho dobytí izraelskou armádou, tedy po roce 1967. Jordánské údolí patřilo mezi oblasti, kde došlo k zakládání izraelských osad nejdříve. Takzvaný Alonův plán totiž předpokládal jeho cílené osidlování a anexi.
Vesnice byla založena roku 1970. Už 2. února 1969 izraelská vláda rozhodla, že zde zřídí osadu typu nachal tedy kombinace vojenského a civilního osídlení. K tomu došlo v listopadu 1969. V květnu 1973 se pak z ní stalo ryze civilní sídlo. Obyvateli nové vesnice byli členové Sjednoceného hnutí kibuců napojeného na Izraelskou stranu práce.
Detailní územní plán obce umožňuje výhledovou kapacitu až 300 bytů, z nichž ale zatím bylo postaveno jen několik desítek. Významnou součástí místní ekonomiky je zemědělství. Zejména na východní straně od vlastního kibucu se rozkládají rozsáhlé odbělávané plochy.
Počátkem 21. století nebyla osada stejně jako celá oblast Oblastní rady Bik'at ha-Jarden zahrnuta do projektu Izraelské bezpečnostní bariéry. Izrael si od konce 60. let 20. století v intencích Alonova plánu hodlal celý pás Jordánského údolí trvale ponechat. Budoucnost vesnice Gilgal zavisí na parametrech případné mírové dohody mezi Izraelem a Palestinci. Během druhé intifády nedošlo v osadě stejně jako v celé oblasti Jordánského údolí k vážnějším teroristickým útokům.

## Demografie
Obyvatelstvo obce je v databázi rady Ješa popisováno jako sekulární. Podle údajů z roku 2014 tvořili naprostou většinu obyvatel Židé - cca 100 osob (včetně statistické kategorie "ostatní", která zahrnuje nearabské obyvatele židovského původu ale bez formální příslušnosti k židovskému náboženství, cca 200 osob).
Jde o menší obec vesnického typu s dlouhodobě stagnujícím počtem obyvatel. K 31. prosinci 2014 zde žilo 169 lidí. Během roku 2014 registrovaná populace stoupla o 0,6 %.
| Rok            | 1983 | 1993 | 1994 | 1995 | 1996 | 1997 | 1998 | 1999 | 2000 |
| -------------- | ---- | ---- | ---- | ---- | ---- | ---- | ---- | ---- | ---- |
| Počet obyvatel | 118  | 164  | 169  | 184  | 171  | 170  | 157  | 164  | 180  |

| Rok            | 2001 | 2002 | 2003 | 2004 | 2005 | 2006 | 2007 | 2008 | 2009 | 2010 | 2011 | 2012 | 2013 | 2014 |
| -------------- | ---- | ---- | ---- | ---- | ---- | ---- | ---- | ---- | ---- | ---- | ---- | ---- | ---- | ---- |
| Počet obyvatel | 171  | 161  | 162  | 164  | 164  | 162  | 148  | 140  | 172  | 166  | 167  | 167  | 168  | 169  |